# 屋根神

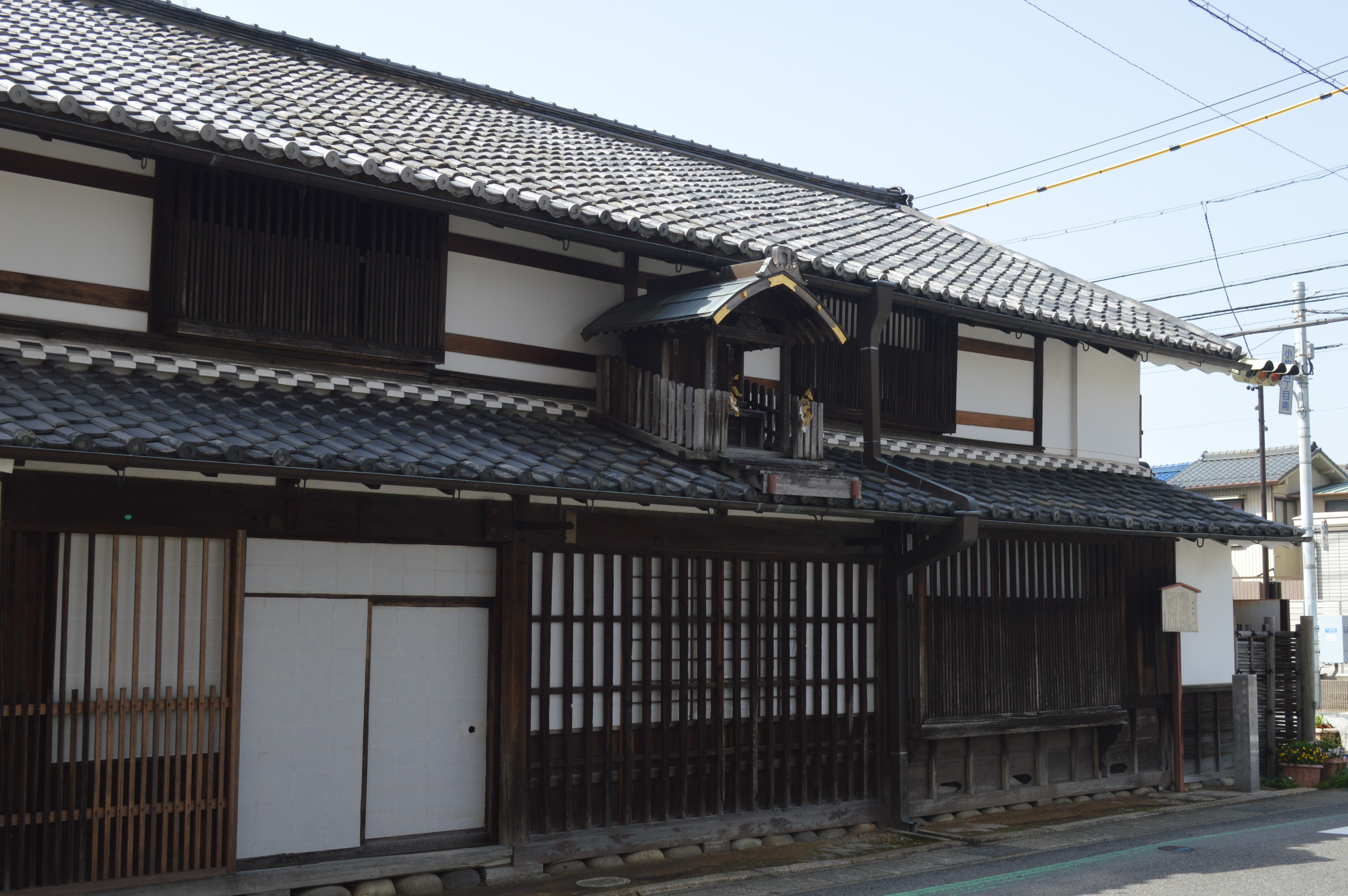
屋根神を有する岸田家（愛知県小牧市）

屋根神（やねがみ）または屋根神様（やねがみさま）は、家屋の屋根の上に祀られた祠。愛知県や岐阜県などで見られる。

## 特色
古い家屋の一階ひさし屋根や軒下などに設置され、一般に火伏の秋葉神社や厄よけの津島神社のほかに伊勢神宮や氏神（名古屋では熱田神宮）をまつり、町内や隣組といった地域の小組織で祭祀を行う。
ひさし屋根や軒下など地面より高いところにまつることから「屋根神」と呼ばれるようになったが、「秋葉さん」「お天王さん」と祭神を差して呼ぶ場合も多く、ほかに「軒神さま」、単に「町の神さま」「町内神社」「氏神さん」などと呼ぶ地域もある。現在では屋根や軒下など高所に上がっての祭祀が危険という理由から地上におろされた社も多いが、もとは屋根にあったので「屋根神」という名前を使用することが多い。通常、親しみを込めて「屋根神さま」と呼ばれる。
名古屋市内では戦災被害の少なかった西区に多く残り、次いで中村区、中区と続く。2009年（平成21年）時点では名古屋市に135社の屋根神が残っていた。
屋根神の所在確認調査は芥子川律治の「屋根神さま」（1976年（昭和51年））と山地英樹の写真集「なごやの屋根神さま」（1992年（平成4年））でそれぞれ行われた。芥子川の調査によると市内244社（西区129社）、山地の調査によると市内221社（西区104社）だが、2009年（平成21年）、森実の調査では市内135社（西区66社）と激減している。西区には屋根神が多く残ることから、2001年（平成13年）には西区役所によって「西区の屋根神さまマップ」が製作された。
都市化による再開発や地域共同体の縮小、祭礼を中心的に執り行ってきた人々の高齢化、交通量の増加等により従来から続いてきた祭礼の簡素化や廃止が進み、その数は減少傾向にある。
愛知県尾張・三河地方、岐阜県美濃・飛騨地方にも見られるが、名古屋市や周辺地域が熱田・秋葉・津島の三社をひとつの社殿で祀るのに対し、名古屋市以外では秋葉単体、もしくは伊勢神宮や氏神などと合わせまつられていることが多い。また単体の津島神社と並べてまつるケースもある。

## 祭礼
祭礼は町内や隣組など小組織が輪番制で行う。名古屋市の例を見ると、百数十戸が数組に分かれ当番で世話をする「大町内」もあれば、道を挟んだ数戸が持ち回りで世話をする「隣組」もあり、祭礼単位は様々である。また近年居住者の少なくなった長屋では一戸で神さまを守っているケースもある。
主な祭礼に、正月、月次祭（月祭：毎月1、15日）、熱田尚武祭、津島祭、秋祭（地域の氏神・町内の祭礼）、秋葉祭。地域によっては独自の祭礼日を設けて、祭祀を行なう。社にはしごをかけ、野菜や果物など供物を供え、祭神の神紋が染め抜かれた紫の幕を張り、同じく祭神の名前が書かれた提灯をつり下げる。提灯のかわりに幟を立てることもある。
祭神の祭礼日には、お札や提灯の中心を祭礼日の祭神にする（秋葉祭なら秋葉神社の札を中心に）。地域によっては祭礼時に神主を呼ぶところもある（秋葉神社の祭礼の場合、神仏混合の信仰であることから神主の代わりに僧侶や修験者が神主の代わりを勤めることがある）。
最近でははしごをかけるのは危険なので、社の下に台を置き、その上にお供えするところが多くなった。午前中、早朝に準備し、午後3～4時にかけて片つける。供え物は当番が自分で購入して供え、片つけの際にはお下がりとしてそのまま持ち帰る。祭礼当番が終わると、次の当番に祭具の入った箱や備品入れの鍵がついいた札等を回す。以前は、社の前でかがり火をたいていたが、現在ではほとんどの町内で行なっていない。

## 起源
屋根神に関する資料は乏しく、その起源については解明されていない。屋根などの高所にまつり始めたのは、社を設置するための土地を庶民が手に入れることができなかったため、空間的余裕のある屋根や軒下 に設置したのではないかと考えられている。
また、その起源を津島信仰（天王信仰）に求める説（芥子川律治「屋根神さま」）と秋葉信仰に求める説（近藤宗光「名古屋市における屋根神様とその起源」）がそれぞれ提起されているが、実際にはその謎については解明されておらず、分からないことが多い。

## 屋根神が見られる地域
愛知県
- 名古屋市、一宮市、犬山市、清須市、春日井市、小牧市、瀬戸市、津島市、岡崎市、西尾市

岐阜県
- 岐阜市、大垣市、郡上市、関市、多治見市、羽島市、美濃市、高山市

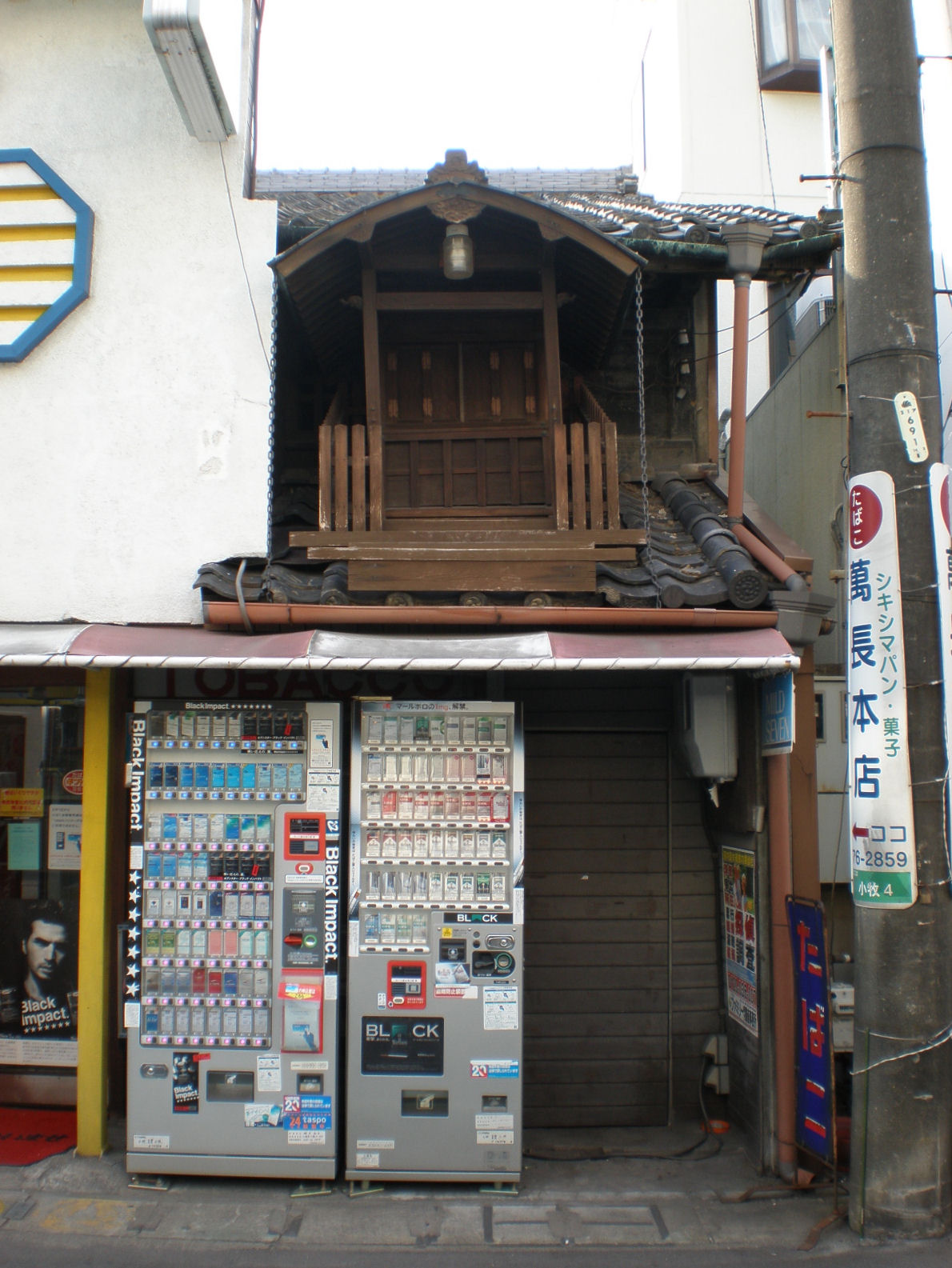
上街道沿いの町屋の屋根神（愛知県小牧市）
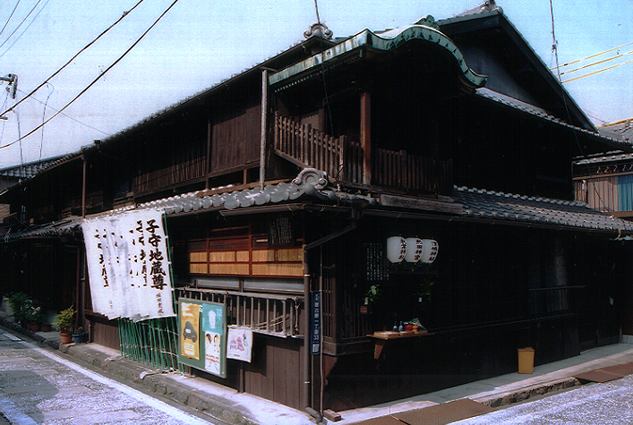
四間道の町屋の屋根神（愛知県名古屋市西区）

## 関連文献
- 芥子川律治『屋根神さま』名古屋市教育委員会、1981年
- 特色あるまちづくり西区研究委員会『西区の屋根神さまマップ』特色あるまちづくり西区研究委員会、2001年
- 山地英樹『なごやの屋根神さま』山地英樹、1992年
- 名古屋市教育委員会『文化財 叢書 第61-70号』名古屋市教育委員会、1976年